# Antonio Prior
Antonio Prior (né le 12 août 1913 à Torreagüera (es) et mort le 11 juillet 1961 à Narbonne) est un coureur cycliste né espagnol et naturalisé français en 1949. Professionnel de 1933 à 1943, il a disputé trois tours de France et a représenté l'Espagne lors du championnat du monde sur route de 1936. Son frère Francisco a également été coureur cycliste.

## Palmarès
- 1933
  - 3e du Circuit des villes d'eaux d'Auvergne
- 1934
  - 3e du Circuit du Midi
- 1935
  - 4e étape d'Eibar-Madrid-Eibar
- 1936
  - Six Jours de Buenos Aires (avec Rafael Ramos)
  - Trofeo Masferrer
  - 2e du Circuit du Midi
- 1937
  - 2e, 4e et 10e étapes du Tour du Maroc
  - 2e du Tour du Maroc
  - 2e des Six Jours de Buenos Aires
- 1939
  - Bordeaux-Pau
- 1942
  - 2e du Circuit du Ventoux

## Résultats sur les grands tours

### Tour de France
- 1935 : 32e
- 1937 : abandon (11eb étape)
- 1938 : abandon (1re étape)